# Neewiller-près-Lauterbourg
Neewiller-près-Lauterbourg – miejscowość i gmina we Francji, w regionie Grand Est, w departamencie Dolny Ren.
Według danych na rok 1990 gminę zamieszkiwało 505 osób, 69 os./km².